# Impatiens glandulifera
Phụng tiên hay bóng nước Himalaya (danh pháp hai phần: Impatiens glandulifera) là một loài thực vật có hoa trong họ Bóng nước được Royle mô tả khoa học đầu tiên năm 1835. Năm 2017, loài này đã được Ủy ban Châu Âu liệt vào danh sách những loài xâm lấn ngoại lai, không được phép du nhập, buôn bán, trồng hay vứt bỏ ra bên ngoài.

## Phân bố
Phụng tiên là loài bản địa của dãy Himalaya, đặc biệt là giữa các khu vực Kashmir và Uttarakhand. Trong phạm vi phân bố bản địa của loài, chúng thường được tìm thấy ở độ cao từ 2000–2500 m trên mực nước biển, mặc dù đã có báo cáo chúng được tìm thấy ở độ cao lên đến 4000 m so với mực nước biển.
Tại châu Âu, loại cây này được du nhập đầu tiên vào Vương quốc Anh và được tìm thấy phổ biến trên các bờ sông. Hiện nay, chúng có thể được tìm thấy trên khắp lãnh thổ châu Âu.
Tại Bắc Mỹ, chúng được tìm thấy tại các tỉnh bang của Canada là British Columbia, Manitoba, Ontario, Quebec, Nova Scotia, New Brunswick, đảo Hoàng tử Edward và Newfoundland. Còn tại Mỹ, chúng được tìm thấy ở cả bờ biển phía đông lẫn phía tây, nhưng chúng có vẻ phân bố hạn chế ở vĩ độ phía bắc.
Tại New Zealand, chúng đôi khi mọc hoang dọc theo các bờ sông và đầm lầy.

## Hình ảnh

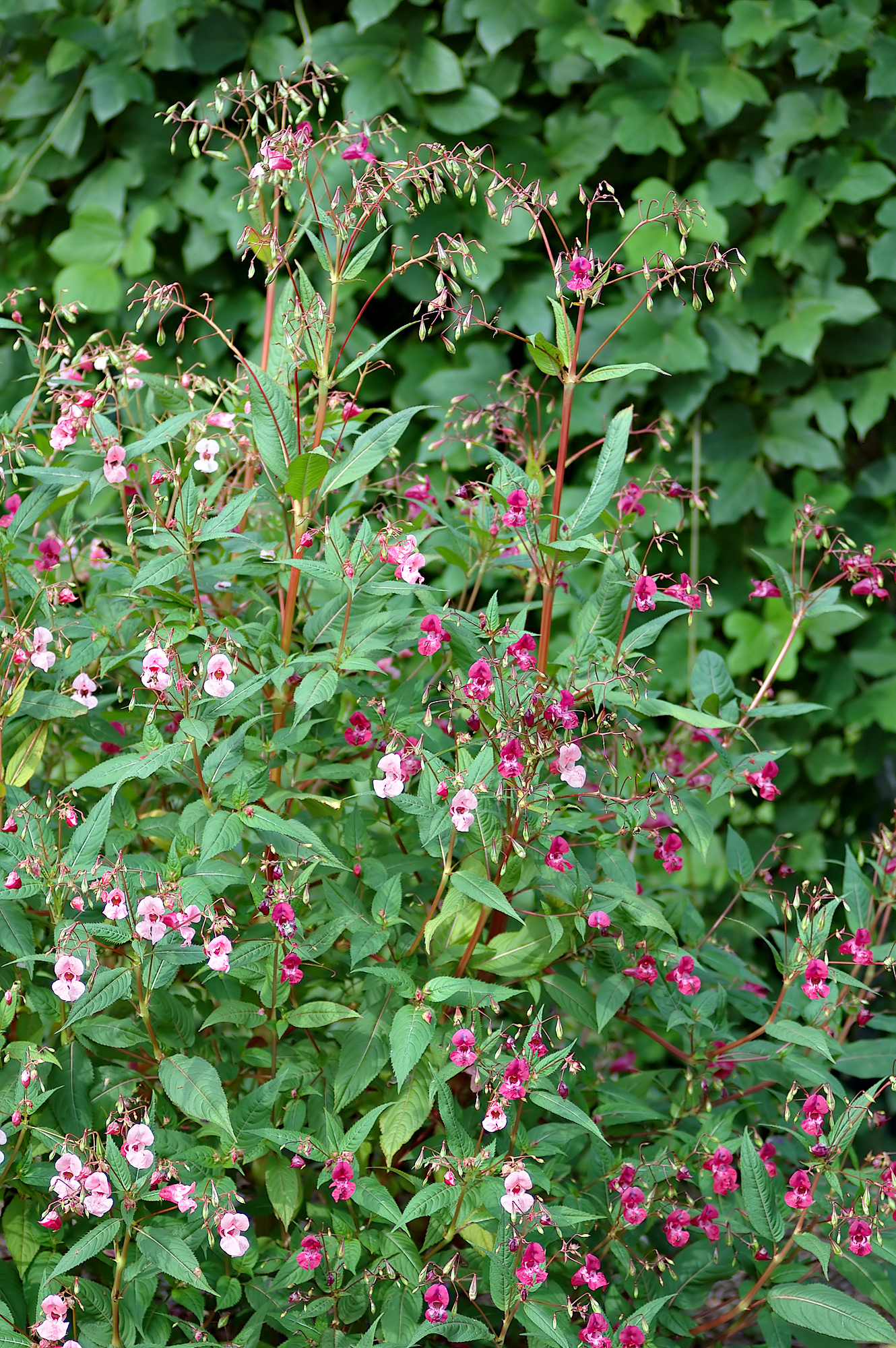
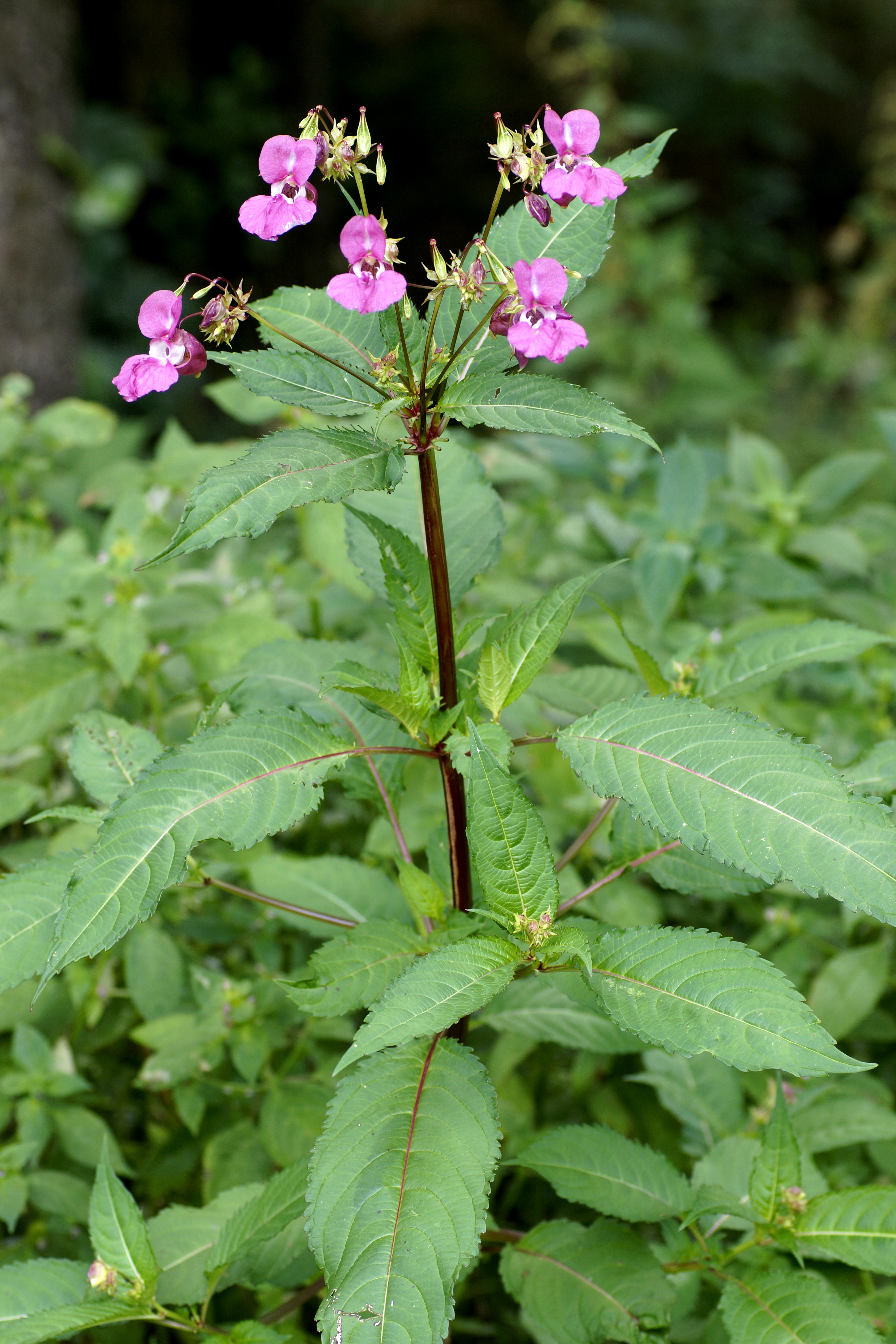
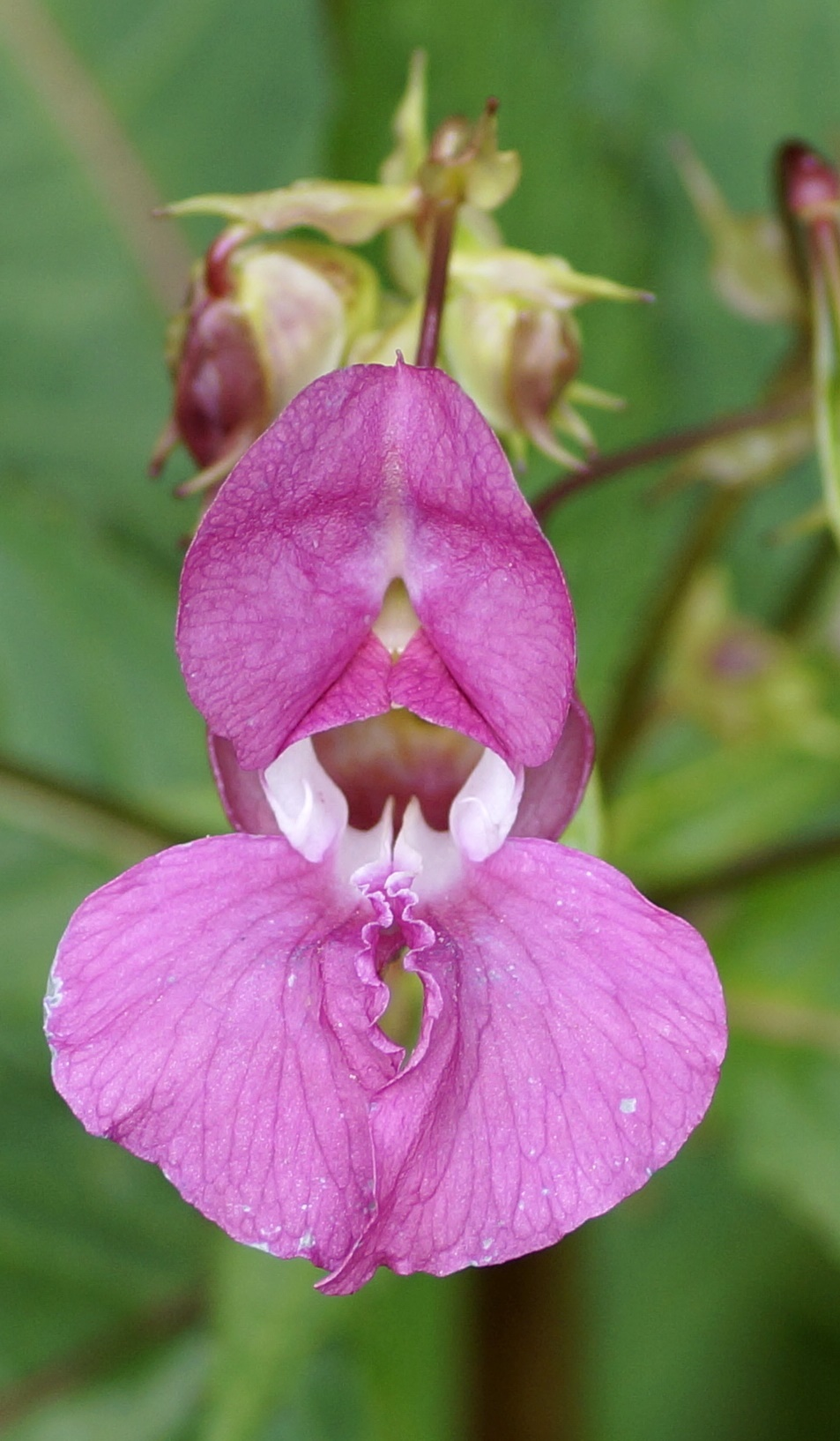